# Pere Abelard
|  | No s'ha de confondre amb Adelard de Bath. |

Pere Abelard (en francès: Pierre Abélard, en llatí: Petrus Abelardus, Ar Palez, Bretanya, 1079 - Abadia de Cluny, Châlons sur Saone, Borgonya, 1142) fou un filòsof i escolàstic bretó. Fou un personatge fonamental de l'edat mitjana, i se l'ha arribat a considerar un dels precursors de la Reforma protestant, pel seu comentari a l'obra de sant Pau. La seva història d'amor amb Heloïsa ha esdevingut llegendària.
Ferm seguidor de les noves tendències racionalistes, va contribuir a establir la lògica com a ciència autònoma i aplicar-la als problemes i debats filosòfics. Abelard també es va atrevir a proposar un mètode crític per interpretar la Bíblia; un mètode que es podria resumir així: «Mitjançant el dubte, arribem a inquirir; inquirint, arribem a la veritat».
Abelard va destacar que la intenció subjectiva determina el valor moral de l'acció humana i, per tant, que la conseqüència jurídica d'una acció està relacionada amb la persona que la comet i no només amb l'acció. Amb aquesta doctrina, Abelard va crear a l'edat mitjana la idea del subjecte individual central del dret modern. Això va donar a l'Escola de Notre-Dame de París (més tard la Universitat de París) un reconeixement per la seva experiència en l'àrea de Dret, fins i tot abans que existís la facultat de dret i l'escola fins i tot reconeguda com a «universitas» i encara que Abelard fos un lògic i un teòleg.

## Vida

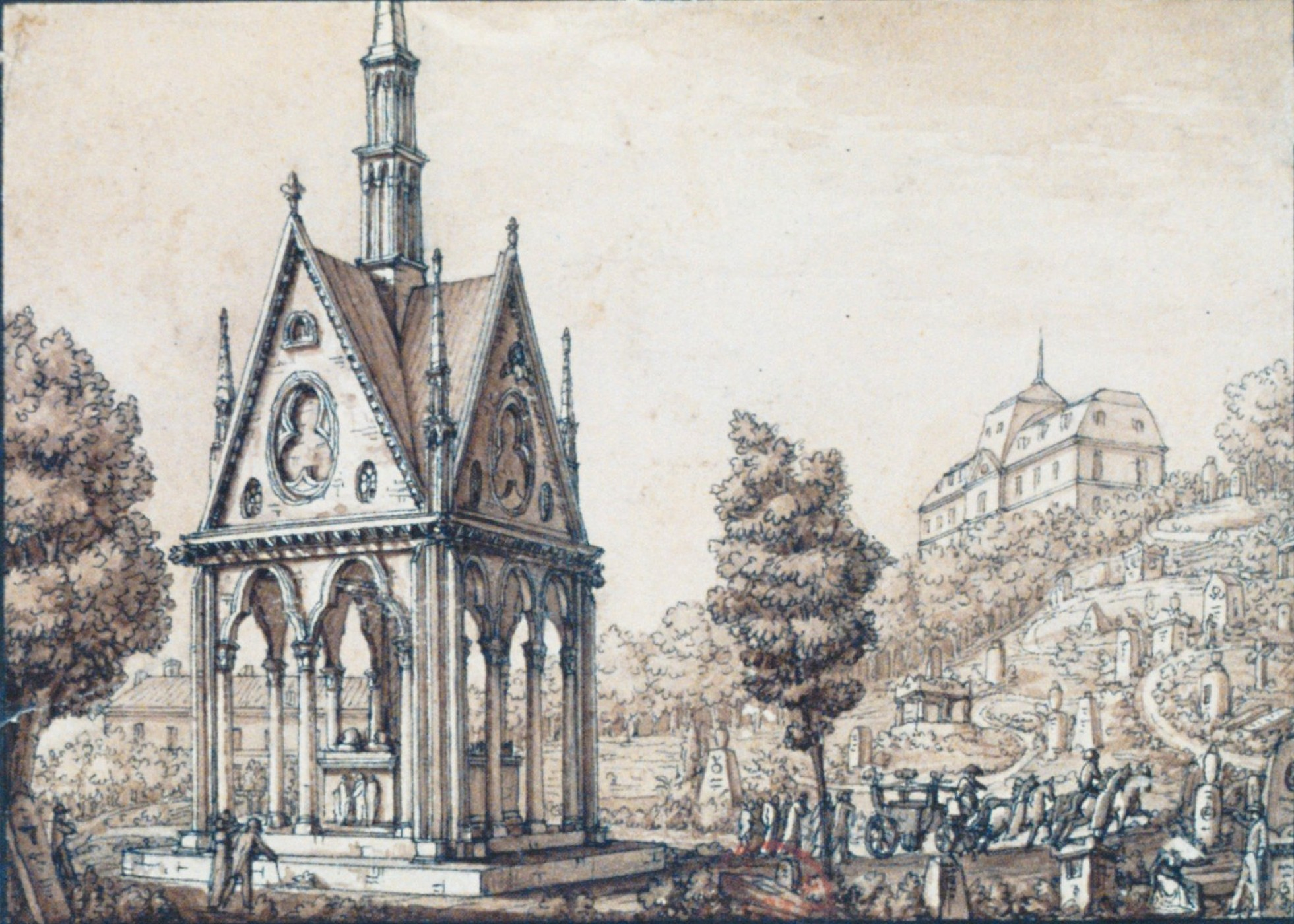
Tomba d'Abelard a Père-Lachaise, París

Pere Abelard pertanyia a una família benestant, i estudià dialèctica i retòrica amb Guillem de Champeaux i teologia amb Anselm de Laon. També fou professor seu el nominalista Roscelin de Compiègne. De molt jove, fundà diverses escoles i adquirí una gran fama com a teòleg i filòsof. Instal·lat a París, mentre ensenyava a la catedral de Notre-Dame de París, s'enamorà d'Heloïsa i fugí amb ella; però fou castrat per ordre de l'oncle de la seva amant, Fulbert, canonge de la seu de París. Aleshores, es va fer religiós i continuà ensenyant filosofia i teologia, de monestir en monestir, fins a la seva mort. D'aquesta època, daten les cèlebres cartes d'amor amb Heloïsa, que han tingut fortuna literària i han estat molt traduïdes.
Amb Sic et non (1122), inaugurà un mètode característic de l'escolàstica: la contraposició d'autoritats prèvia a la reflexió pròpia. Tendia a veure en el cristianisme una veritat que enclou totes les altres. Fou molt combatut per Bernat de Claravall, i algunes de les seves tesis foren condemnades en els concilis de Soissons (1121) i de Sens (1140).

## Filosofia

### Epistemologia
Va publicar una lògica especialment rellevant, molt allunyada de l'estil de manual, i amb molts punts que es poden considerar moderns. Tot i que no va tenir un gran ressò en el moment, fou molt revalorat a partir de la Revolució Francesa, quan l'Església protestant, que el considera un revolucionari, va guanyar més importància.
La seva dialèctica és entesa com a mestra de discernir, com a art de saber raonar, separar, distingir. La seva funció és la de vehicle per entrar en el camí de Déu. Aquesta afirmació ha estat interpretada en un sentit doble pels hermenèutics moderns: de cara a l'Església, la importància atorgada a Déu evitava el risc d'acusació d'antidogmatisme, però alhora aquest fet suposava una provocació a les creences establertes, perquè indicava el camí prevalent de la raó, menysvalorant el sentit de la vida dedicada a les pregàries.
Així, interpreta Crist com a paraula divina, logos, saviesa, i proposa una justificació dialèctica de l'Evangeli, que no va tenir èxit fins a l'arribada del calvinisme.
Dona un paper important al llenguatge, que concep com a intermedi entre la realitat i el pensament. De fet, el llenguatge es pot entendre com la forma en què s'ordena la realitat des del pensament. Per això, un coneixement correcte del llenguatge és necessari per a poder arribar a conèixer allò real i allò intel·lectual.
Pel que fa al tema dels universals, defensa una proposta conceptualista, propera al nominalisme. Aquesta postura s'explicita en la seva doctrina de la significació; en l'estudi del discurs ordenat, cal ascendir en el significat de mots, proposicions i raonaments. Critica el nominalisme extrem de Roscelin al respecte, però alhora es mostra extremadament crític amb la postura realista.
Per a ell, els individus d'una mateixa espècie participen en un mateix estat, que és al que tendeix qualsevol universal. L'estat, però, s'ha d'entendre com allò en què convenen diversos singulars entre si, no com a idea platònica. Observant, percebem un estatus, però no el creem. Aquesta concepció s'emmarca harmònicament en una concepció més individualista, que persegueix desmarcar-se també del concepte de forma aristotèlica.

### Èticaimoral
Va distingir entre ètica, com a moral pagana, i divinitas, o simplement moral, com a moral teològica. Entenia l'ètica com a tractat de les accions humanes, més basada en la intenció que no en el pecat. Creu que cal una entesa entre l'ètica (no fer allò que ofèn l'ésser humà) i la religió (no fer allò que ofèn Déu). En el context de l'època, el sorgiment de noves relacions i noves xarxes econòmiques implicaven que la moral exclusivament teologal ja no funcionava per a un món que havia deixat de ser exclusivament rural. En adaptar la moral a una visió no tan religiosa de la realitat, mostra unes primeres manifestacions de secularització; en cap moment nega la religió, però afirma que no és suficient. Aquest fet ha propiciat que s'hagin fet lectures molt capcioses de Pere Abelard, tant des del cristianisme, del luteranisme o fins i tot del paganisme.
La seva ètica es pot resumir en tres consideracions:
- Virtut i vici: a Pere Abelard, li interessa l'aspecte pràctic de la virtut: en destaca la caritat com a virtut principal, de la qual la resta en depèn. A diferència del calvinisme, però, defensa que la resta de virtuts també són necessàries. El vici, l'entén com a inclinació de l'ànima vers el pecat, però no s'identifica directament amb el pecat, ja que les tendències no són pecaminoses en si mateixes. Remarca que no tots els hàbits ni tots els costums humans han de dur la persona a merèixer un càstig; encara que algunes accions no siguin virtuoses, no per això han de ser condemnables. Per exemple, seguint les virtuts dianoètiques d'Aristòtil, una persona sense memòria és un individu sense una virtut, però no per això incorre en el pecat. Aquesta reflexió s'emmarca en la intenció general d'aplicar una mentalitat jurídica a l'ètica: intentar buscar què és condemnable i què no.
- Voluntat: la voluntat és desig, i la mala voluntat és mal desig. Tant la intenció com el consentiment i la consciència determinen què és el bé i el mal. El coneixement d'un mateix s'ha de fer com a primera regla de conducta, ja que les regles que han de regir la conducta humana han de procedir de la mateixa naturalesa humana. D'aquesta manera, Pere Abelard fa una crítica al platonisme, i proposa un retorn a l'ideal socràtic.
- Moral i pecat: la moral és d'intencions, i els humans han de jutjar i castigar les accions. Davant Déu, la moral de la persona es basa més en les intencions que en les accions, ja que Déu castiga per les intencions. El pecat és un menyspreu i ofensa a Déu; pecador és qui no obeeix la voluntat divina. Només es pot donar el pecat en la relació entre l'ésser humà i Déu, ja que només Déu és qui coneix la intenció amb què s'han realitzat les accions.

### Teologia
En el debat entre raó i fe, Pere Abelard manté una postura racionalista: intelligo ut credam ('entendre per creure'). Matisà la postura afirmant que les accions bones ho són en el moment en què se sap per què ho són, però això només se sap quan es té coneixement de què agrada a Déu, i l'ésser humà només pot saber-ho a partir de la revelació.
Abelard és considerat un dels més grans filòsofs catòlics del segle xii, argumentant que Déu i l'univers poden i s'han de conèixer tant a través de la lògica com de les emocions. Va encunyar el terme «teologia» per a la branca religiosa de la tradició filosòfica. No s'ha de llegir com un heretge, ja que els seus càrrecs d'heretgia van ser abandonats i rescindits per l'Església després de la seva mort, sinó com un filòsof d'avantguarda que va empènyer la teologia i la filosofia fins als seus límits. És descrit com «el pensador més agut i el teòleg més atrevit del {{segle|XII» i com el més gran lògic de l'edat mitjana. «El seu geni era evident en tot el que va fer»; com el primer a utilitzar «teologia» en el seu sentit modern, va defensar «la raó en qüestions de fe» i «va semblar més gran que la vida als seus contemporanis: el seu enginy ràpid, la seva llengua aguda, la memòria perfecta i l'arrogància il·limitada el feien immillorable en debat» - «la força de la seva personalitat es va impressionar vívidament en tots els que va entrar en contacte».
Pel que fa als no batejats que moren en la infància, Abelard, a Commentaria in Epistolam Pauli ad Romanos, subratllava la bondat de Déu i interpretava el «càstig més suau» d'Agustí com el dolor de la pèrdua en negar-se la visió beatífica (carentia visionis Dei). sense esperança d'aconseguir-lo, però sense càstigs addicionals. El seu pensament va contribuir a la formació de la teoria del llimb dels Infants als segles XII-XIII.

### Psicologia
Abelard es va preocupar pel concepte d'intenció i vida interior, desenvolupant una teoria elemental de la cognició en el seu Tractabus De Intellectibus, i més tard desenvolupant el concepte que els éssers humans «parlen a Déu amb els seus pensaments». Va ser un dels desenvolupadors de la defensa de la bogeria, i va escriure a Scito te ipsum: «D'aquest [pecat], els nens petits i, per descomptat, els bojos no es toquen... manca de raó... res es compta com a pecat per ells». Va encapçalar la idea que la malaltia mental era una condició natural i «va desmentir la idea que el diable causava bogeria», un punt de vista del qual Thomas F. Graham argumenta que Abelard no va poder separar-se objectivament per argumentar «la salut mental» de manera més subtil «pel seu propi compte».

## Les cartes d'Abelard i Héloïse
La història d'Abelard i Héloïse ha estat immensament popular a la cultura europea moderna. Aquesta història es coneix gairebé íntegrament per unes quantes fonts: primer, la Historia Calamitatum; en segon lloc, les set cartes entre Abelard i Héloïse que sobreviuen (tres escrites per Abelard, i quatre per Héloïse), i segueixen sempre la Historia Calamitatum en la tradició manuscrita; en tercer lloc, quatre cartes entre Pere el Venerable i Héloïse (tres de Pere i una d'Héloïse). Són, en els temps moderns, les parts més conegudes i més traduïdes de l'obra d'Abelard.
No és clar com es van conservar les cartes d'Abelard i Héloïse. Hi ha referències breus i fetes a la seva relació per part d'escriptors del segle xii com William Godel i Walter Map. Tot i que probablement les cartes van ser intercanviades per un genet d'una manera pública (carta oberta) llegible per altres persones a les parades del camí (i, per tant, explicant el paper d'Heloise de la Historia), sembla poc probable que les cartes fossin àmpliament conegudes fora del seu viatge original. Més aviat, els primers manuscrits de les cartes daten a finals del segle xiii. Per tant, sembla probable que les cartes enviades entre Abelard i Héloïse fossin guardades per Héloïse a l'abadia del Paraclet (Nogent-sur-Seine) juntament amb les «Cartes de direcció», i que més d'un segle després de la seva mort foren portades a París i copiades.
Poc després de la mort d'Abelard i Heloise, Chrétien de Troyes apareix influenciat per les cartes d'Heloïsa i la castració d'Abelard en la seva representació del rei pescador als seus contes del Sant Greal. Al segle xiv, la història de la seva història d'amor va ser resumida per Jean de Meung a Roman de la Rose. Chaucer fa una breu referència al Pròleg de l'esposa de Bath (línies 677–8) i pot basar parcialment el seu caràcter de l'esposa en Heloïse. Petrarca posseïa un manuscrit de principis del segle xiv de les cartes de la parella (i va escriure notes d'aprovació detallades als marges).
La primera publicació llatina de les cartes va ser a París l'any 1616, simultàniament en dues edicions. Aquestes edicions van donar lloc a nombroses traduccions de les cartes a les llengües europees –i el consegüent interès dels segles XVIII i XIX per la història dels amants medievals. Al segle xviii, la parella era venerada com a amants tràgics, que van suportar l'adversitat a la vida però es van unir en la mort. Amb aquesta reputació, eren els únics individus del període prerevolucionari als quals se'ls va donar un lloc d'honor al cementiri recentment fundat del Père Lachaise a París. En aquesta època, eren efectivament venerats com a sants romàntics; per a uns quants, van ser precursors de la modernitat, en desacord amb les estructures eclesiàstiques i monàstiques de la seva època i per ser celebrats més per rebutjar les tradicions del passat que per qualsevol assoliment intel·lectual concret.
La Historia va ser publicada per primera vegada l'any 1841 per John Caspar Orelli de Turici. Després, el 1849, Victor Cousin va publicar l'òpera de Petri Abaelardi, en part basada en les dues edicions de París de 1616 però també basada en la lectura de quatre manuscrits; aquesta es va convertir en l'edició estàndard de les cartes. Poc després, el 1855, Migne va imprimir una versió ampliada de l'edició de 1616 sota el títol Opera Petri Abaelardi, sense el nom d'Héloïse a la portada.
Les edicions crítiques de la Historia Calamitatum i les cartes es van publicar posteriorment als anys 50 i 60. Els documents més ben establerts, i corresponentment aquells l'autenticitat dels quals s'ha disputat més temps, són la sèrie de cartes que comencen amb la Historia Calamitatum(comptada com a carta 1) i inclou quatre «cartes personals» (numerades del 2 al 5) i «cartes de direcció» (números 6-8).
La majoria dels estudiosos d'avui accepten aquestes obres com a escrites pels mateixos Héloïse i Abelard. John Benton és l'escèptic modern més destacat d'aquests documents. Etienne Gilson, Peter Dronke, Constant Mews i Mary Ellen Waithe mantenen la visió general que les cartes són genuïnes, argumentant que el punt de vista escèptic està alimentat en gran part per les idees preconcebudes dels seus defensors.

### Cartes d'amor perdudes
Més recentment, s'ha argumentat que una sèrie anònima de cartes, les Epistolae Duorum Amantium, van ser de fet escrites per Héloïse i Abelard durant el seu idil·li inicial (i, per tant, abans de la posterior i més àmpliament coneguda sèrie de cartes). Aquest argument ha estat avançat per Constant J. Mews, basat en treballs anteriors d'Ewad Könsgen. Si són genuïnes, aquestes cartes representen una expansió significativa del corpus de l'escriptura supervivent d'Héloïse i, per tant, obren diverses direccions noves per a més estudis. Tanmateix, com que l'atribució «es basa necessàriament en proves circumstancials més que en evidències absolutes», no és acceptada per tots els estudiosos.

## Teologia contemporània
El novel·lista i erudit abelard George Moore es va referir a Abelard com el «primer protestant» abans de Martí Luter. Tot i que Abelard va entrar en conflicte amb l'Església fins al punt de (després es va esborrar) els càrrecs d'heretgia, maig va negar la seva fe catòlica.

### Comentaris del Papa Benet XVI
Durant la seva audiència general del 4 de novembre de 2009, el papa Benet XVI va parlar de Sant Bernat de Claravall i Pere Abelard per il·lustrar les diferències entre els enfocaments monàstics i escolàstics de la teologia al segle xii. El Papa va recordar que la teologia és la recerca d'una comprensió racional (si és possible) dels misteris de la revelació cristiana, que es creu a través de la fe, una fe que busca la intel·ligibilitat (fides quaerens intellectum). Però Sant Bernat, representant de la teologia monàstica, va posar èmfasi en la «fe», mentre que Abelard, que és escolàstic, va destacar «l'enteniment a través de la raó».
Per a Bernat de Claravall la fe es basa en el testimoni de l'Escriptura i en l'ensenyament dels Pares de l'Església. Així, a Bernat li costava estar d'acord amb Abelard i, d'una manera més general, amb aquells que sotmetran les veritats de la fe a l'examen crític de la raó, un examen que, al seu parer, suposava un greu perill: l'intel·lectualisme, la relativització de la veritat i el qüestionament de les mateixes veritats de la fe. La teologia per a Bernat només es podia nodrir de la pregària contemplativa, de la unió afectiva del cor i de la ment amb Déu, amb un únic propòsit: promoure l'experiència viva i íntima de Déu; una ajuda per estimar Déu cada cop més i millor.
Segons el papa Benet XVI, un ús excessiu de la filosofia va fer fràgil la doctrina de la Santíssima Trinitat d'Abelard i, per tant, la seva idea de Déu. En l'àmbit de la moral, el seu ensenyament era vague, ja que insistia a considerar la intenció de la matèria com l'única base per descriure la bondat o el mal dels actes morals, ignorant així el sentit objectiu i el valor moral dels actes, donant lloc a un subjectivisme perillós. Però el Papa va reconèixer els grans èxits d'Abelard, que va fer una contribució decisiva al desenvolupament de la teologia escolàstica, que va acabar expressant-se d'una manera més madura i fecunda durant el segle següent. I algunes de les idees d'Abelard no s'han de subestimar, per exemple, la seva afirmació que les tradicions religioses no cristianes ja contenen alguna forma de preparació per acollir Crist.
El papa Benet XVI va concloure que la «teologia del cor» de Bernat i la «teologia de la raó» d'Abelard representen la importància d'una sana discussió teològica i d'una humil obediència a l'autoritat de l'Església, sobretot quan les qüestions que es debaten no han estat definides pel magisteri. Sant Bernat, i fins i tot el mateix Abelard, van reconèixer sempre sense cap mena de dubte l'autoritat del magisteri. Abelard va mostrar humilitat en reconèixer els seus errors, i Bernat va exercir una gran benevolència. El Papa ha subratllat, en l'àmbit de la teologia, que hi ha d'haver un equilibri entre els principis arquitectònics, que es donen a través de la Revelació i que mantenen sempre la seva importància primordial, i els principis interpretatius proposats per la filosofia (és a dir, per la raó), que tenen una funció important, però només com a eina. Quan l'equilibri es trenca, la reflexió teològica corre el risc de quedar-se embrutada per l'error; Llavors correspon al magisteri exercir el necessari servei a la veritat, del qual és responsable.

## Música
Tot i que Abelard és conegut principalment com a filòsof, i per la seva tràgica aventura amorosa amb Heloïsa, tanmateix també va ser un poeta i compositor rellevant. Abelard va compondre algunes cèlebres cançons d'amor per a Heloïsa que malauradament es van perdre o que no s'han identificat en el repertori anònim existent. Heloïsa va lloar aquestes cançons en una carta: «El gran encant i la dolçor en el llenguatge i en la música, i el suau atractiu de la melodia complaïen fins i tot els illetrats».
Més tard, Abelard va compondre un llibre d'himnes per a la comunitat religiosa a què es va incorporar Heloïsa. Aquest himnari, escrit després de 1130, diferia dels existents a l'època, com el de Bernat de Claravall, ja que Abelard utilitzava material completament nou i homogeni. Estaven agrupats per la mètrica, amb la qual cosa, comparativament parlant, es podien utilitzar poques melodies. Només una melodia d'aquest himnari ha sobreviscut: O quanta qualia.
També va compondre sis planctus bíblics, un tipus de laments que eren molt originals i que van influir en el desenvolupament posterior del lai, un tipus de cançó que es consolidaria en el nord d'Europa en els segles xiii i xiv.
- Planctus Dinae filiae Iacob; inc: Abrahae proles Israel nata (Planctus I)
- Planctus Iacob super filios suos; inc: Infelices filii, patri nati misero (Planctus II)
- Planctus virginum Israel super filia Jepte Galadite; inc: Ad festas choreas celibes (Planctus III)
- Planctus Israel super Samsó; inc: Abissus vere multa (Planctus IV)
- Planctus David super Abner, filio Neronis, quem Ioab occidit; inc: Abner fidelissime (Planctus V)
- Planctus David super Saul et Jonatha; inc: Dolorum solatium (Planctus VI).

Les melodies que han sobreviscut s'han lloat com a «melodies flexibles, expressives, que mostren una elegància i habilitat tècnica que és molt similar a les qualitats que s'han admirat en la poesia d'Abelard».

## Obres
Són especialment importants els seus comentaris a Aristòtil, Porfiri i Boeci, a més de la seva aportació en lògica i ètica.
- De unitate et trinitate divina (teologia)
- Theologia christiana (teologia)
- Theologia summi boni
- Introductio ad Theologiam
- Sic et non
- Dialectica (lògica)
- Scito te ipsum (ètica)
- Dialogus inter Philosophum, Christianum et Iudaeum
- Soliloqium
- Commentaria In Epistolam Pauli ad Romanos
- Problemata Heloissae
- Apologia Ne juxta Boethianum
- Confessio fidei Universis
- Confessio fidei ad Heloisam
- Sermones - Epistola introductoria Abaelardi
- Expositio Orationis Dominicae
- Expositio Symboli Apostolorum
- Expositio Symboli Athanasii
- Expositio in Hexaemeron
- Historia calamitatum (autobiografia)

### Traduccions al català
- Abelard i Heloïsa, Lletres d'amor i de consolació; edició i traducció a cura de Josep Batalla; Ed. Obrador Edèndum, Santa Coloma de Queralt, 2005. ISBN 9788493443405